# Orthotrichum radiculosum
Orthotrichum radiculosum là một loài rêu trong họ Orthotrichaceae. Loài này được Brid. mô tả khoa học đầu tiên năm 1827.
Danh pháp khoa học của loài này chưa được làm sáng tỏ. 